# Mahmoud Saâd
Mahmoud Saâd (né le 28 janvier 1954 au Caire) est un journaliste égyptien qui a animé plusieurs émissions polémiques sur différents sujets, surtout ceux d'ordre confidentiel et qui ont osé révéler les vérités cachées de la vie arabe, notamment sociale et artistique.